# 16. Jahrhundert v. Chr.
Portal Geschichte | Portal Biografien | Aktuelle Ereignisse | Jahreskalender | Tagesartikel

◄ |
3. Jt. v. Chr. |
2. Jahrtausend v. Chr. | 1. Jt. v. Chr.  

◄ |
18. Jh. v. Chr. |
17. Jh. v. Chr. |
16. Jahrhundert v. Chr. |
15. Jh. v. Chr. |
14. Jh. v. Chr. |
►
Das 16. Jahrhundert v. Chr. begann am 1. Januar 1600 v. Chr. und endete am 31. Dezember 1501 v. Chr.

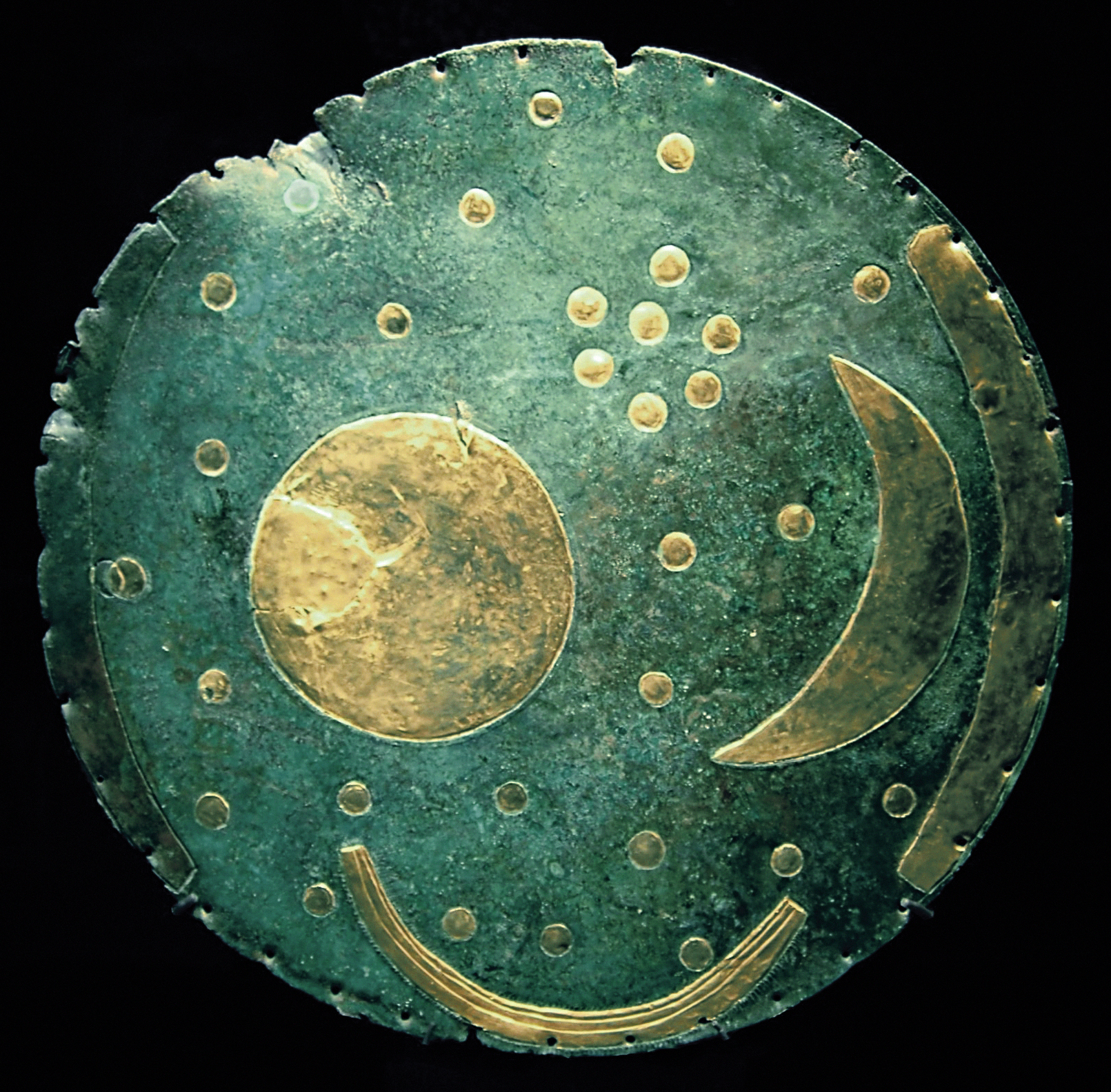
Himmelsscheibe von Nebra der Aunjetitzer Kultur aus der frühen Bronzezeit Mitteleuropas zugeordnet

## Zeitalter/Epoche
- um 1550 v. Chr. beginnt die Mittlere Bronzezeit in Mitteleuropa[1].
- um 1550 v. Chr.: Beginn des Neuen Reichs in Ägypten mit Pharao Ahmose I., 18. Dynastie mit Vertreibung der Hyksos.

Die territorialen Verhältnisse um das Jahr 1600 v. Chr. im Vorderen Orient und dem östlichen Mittelmeer

## Ereignisse/Entwicklungen
- um 1600 v. Chr. wurde König Jie von Xia in der Schlacht von Mingtiao von Cheng Tang geschlagen. Damit begann die Shang-Dynastie in China[2]. (Nach dem Xia-Shang-Zhou Chronologischen Projekt, eine andere Datierung ist das Jahr 1766 v. Chr.)

Ungefähre Karte des Territoriums der Shang-Dynastie

- um 1530/1500 v. Chr.: Traditionelles Datum eines großen Vulkanausbruchs auf der Insel Thera, bei dem u. a. die minoische Siedlung Akrotiri verschüttet wird (siehe: Minoische Eruption).
- um 1505 v. Chr. erlässt der Großkönig der Hethiter Telipinu eine regelrechte Verfassung für das Reich in dem unter anderen die Unterwerfung des Königs unter das Recht, die Thronfolge und die Einrichtung einer Adelsversammlung namens Pankus geregelt ist.

## Persönlichkeiten
Hinweis: Die Regierungsjahre lassen sich in diesem Jahrhundert noch nicht genau bestimmen. Von daher handelt es sich um ungefähre Schätzungen.

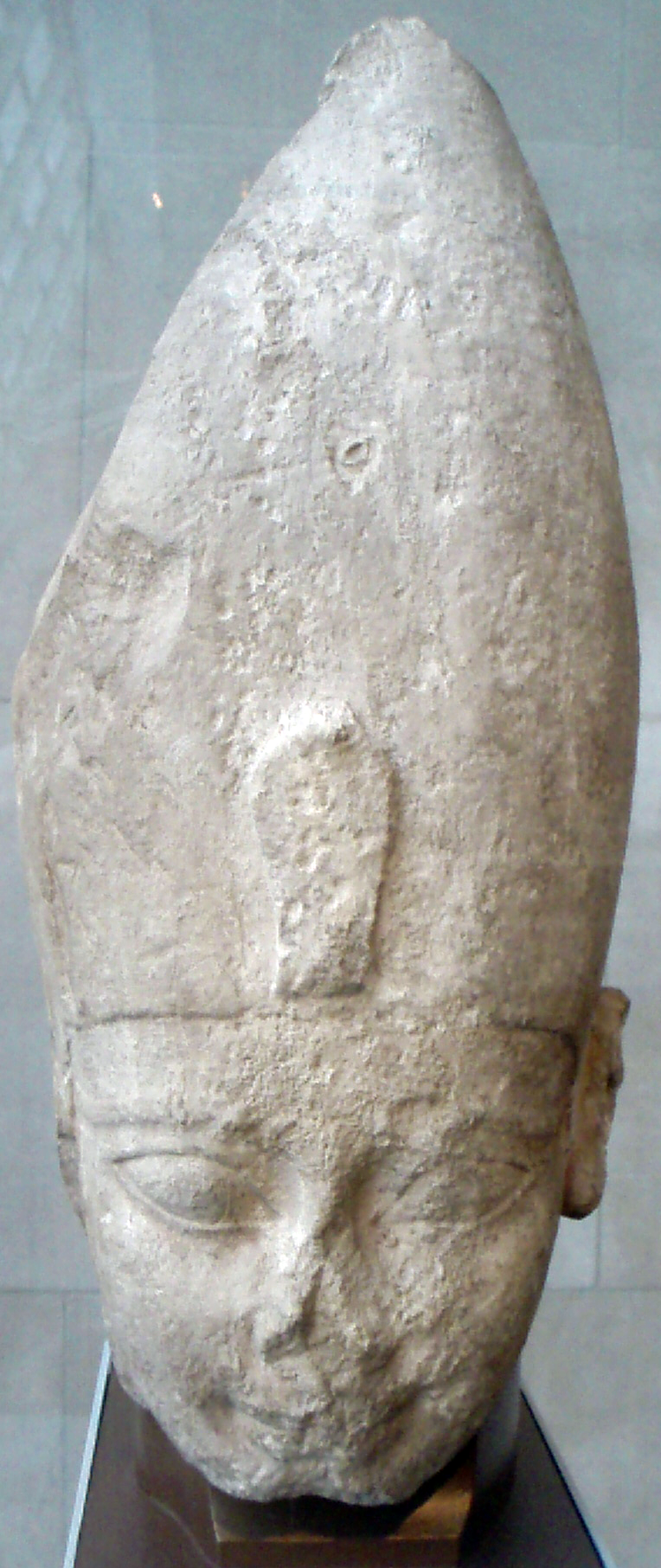
Fragmentarische Statue von Ahmose I.

### Pharaonen von Ägypten
- Apachnas (1602–1594 v. Chr./Hyksoskönig von Unterägypten)
- Nebirirau I. (1601–1582 v. Chr.)
- Chajan (1594–1574 v. Chr./Hyksoskönig von Unterägypten)
- Semenenre (1582–1580 v. Chr.)
- Bebanch (1580–1572 v. Chr.)
- Apopi I. (1574–1534 v. Chr./Hyksoskönig von Unterägypten)
- Sobekemsaf II. (1572–1570 v. Chr.)
- Anjotef V. (1570–???? v. Chr.)
- Anjotef VI. (????–???? v. Chr.)
- Nub-cheper-Re Anjotef (????–1560 v. Chr.)
- Senachtenre (1560–1550 v. Chr.)
- Seqenenre (1550–1545 v. Chr.)
- Kamose (1545–1539 v. Chr.)
- Ahmose I. (1539–1514 v. Chr./Begründer der 18. Dynastie)
- Chamudi (1534–1522 v. Chr./Hyksoskönig von Unterägypten)
- Amenophis I. (1514–1493 v. Chr.)

### Könige von Assyrien
- Lullaia (1601–1596 v. Chr.)
- Šu-Ninua (1596–1583 v. Chr.)
- Šarma-Adad II. (1582–1580 v. Chr.)
- Erišum III. (1579–1567 v. Chr.)
- Šamši-Adad II. (1566–1561 v. Chr.)
- Išme-Dagan II. (1560–1545 v. Chr.)
- Šamši-Adad III. (1544–1529 v. Chr.)
- Aššur-nirari I. (1528–1503 v. Chr.)
- Puzur-Aššur III. (1502–1479 v. Chr.)

### Könige von Babylonien
- Šamšu-ditana (1625–1595 v. Chr.)
- Gandaš, Agum I., Kaštiliaš I., Abī-Rattaš, Urzigurumaš, Ḫarba-Šipak und Tiptakzi (1595–1535 v. Chr.)
- Agum II. Kakrime (1535–1510 v. Chr.)
- Burna-buriaš I. (1510–1490 v. Chr.)

### Könige der Hethiter
- Muršili I. (1604–1594 v. Chr.)
- Ḫantili I. (1594–1560 v. Chr.)
- Zidanta I. (1560–1550 v. Chr.)
- Ammuna (1550–1530 v. Chr.)
- Ḫuzziya I. (1530–1510 v. Chr.)
- Telipinu (1510–1500 v. Chr.)

## Erfindungen und Entdeckungen
- um 1600 v. Chr.: Himmelsscheibe von Nebra wird vergraben.